# Prill
Um prill é um pequeno agregado de um material, frequentemente uma esfera dessecada, formado a partir de uma substância em estado líquido. Um material a ser transformado em prill deve ser sólido à temperatura ambiente e se apresentar como um líquido de baixa viscosidade quando fundido.
Os prills são formados quando é permitido às gotas da substância usada congelar-se ou coagular-se enquanto caem, após serem gotejadas do topo de uma longa torre de prilling (ou perolação). Fertilizantes como o nitrato de amônio, a ureia e os fertilizantes NPK, além de alguns detergentes em pó, são comumente fabricados em prill.
Alguns materiais fundidos podem também ser atomizados e então transformados em minúsculos prills, que são úteis à produção de cosméticos, alimentos e ração animal.
Os prills têm sido empregados para proteger ingredientes ativos da exposição a fatores ambientais e para mascarar o sabor amargo de alguns nutracêuticos, a fim de facilitar a ingestão.